# Mihály Tóth (football, 1926)
Pour les articles homonymes, voir Mihály Tóth et Tóth.
Mihály Tóth (né Mihalj Tot) est un footballeur hongrois né le 14 septembre 1926 à Budapest et décédé le 7 mars 1990. Il évoluait au poste d'attaquant.
Il est le frère aîné de József Tóth, qui était également footballeur au poste d'attaquant.

## Biographie

### En club
Mihály Tóth réalise l'intégralité de sa carrière avec le club de l'Újpesti Dózsa, équipe où il évolue pendant seize saisons, de 1949 à 1963. 
Il remporte avec l'Újpest, un titre de champion de Hongrie.
Il participe à la Coupe des coupes en 1962. Il joue à cet effet un match sur la pelouse du SSC Naples (défaite 3-1).
Il participe ensuite à la Coupe des villes de foires en 1963. Il joue à cette occasion une rencontre lors de la venue du SC Leipzig (victoire 3-2).

### En équipe nationale
Mihály Tóth reçoit six sélections en équipe de Hongrie entre 1949 et 1957, inscrivant un but.
Il joue son premier match en équipe nationale le 30 octobre 1949, contre la Bulgarie (victoire 5-0 à Budapest). Le 4 octobre 1953, lors de sa deuxième sélection, il inscrit son seul et unique but avec la Hongrie. La Hongrie l'emporte alors 1-5 sur la Tchécoslovaquie à Prague.
Lors de l'été 1954, il participe à la Coupe du monde organisée en Suisse. Lors de ce mondial, il joue le quart de finale remportée face au Brésil (2-4), et la finale perdue contre l'Allemagne (3-2).
Il joue son dernier match le 23 juin 1957, contre la Bulgarie. Ce match gagné 4-1 à Budapest rentre dans le cadre des éliminatoires du mondial 1958.

## Palmarès
- Finaliste de la Coupe du monde en 1954 avec l'équipe de Hongrie
- Champion de Hongrie en 1960 avec l'Újpest FC
- Vice-champion de Hongrie en 1961 et 1962 avec l'Újpest FC